# Harro Schulze-Boysen

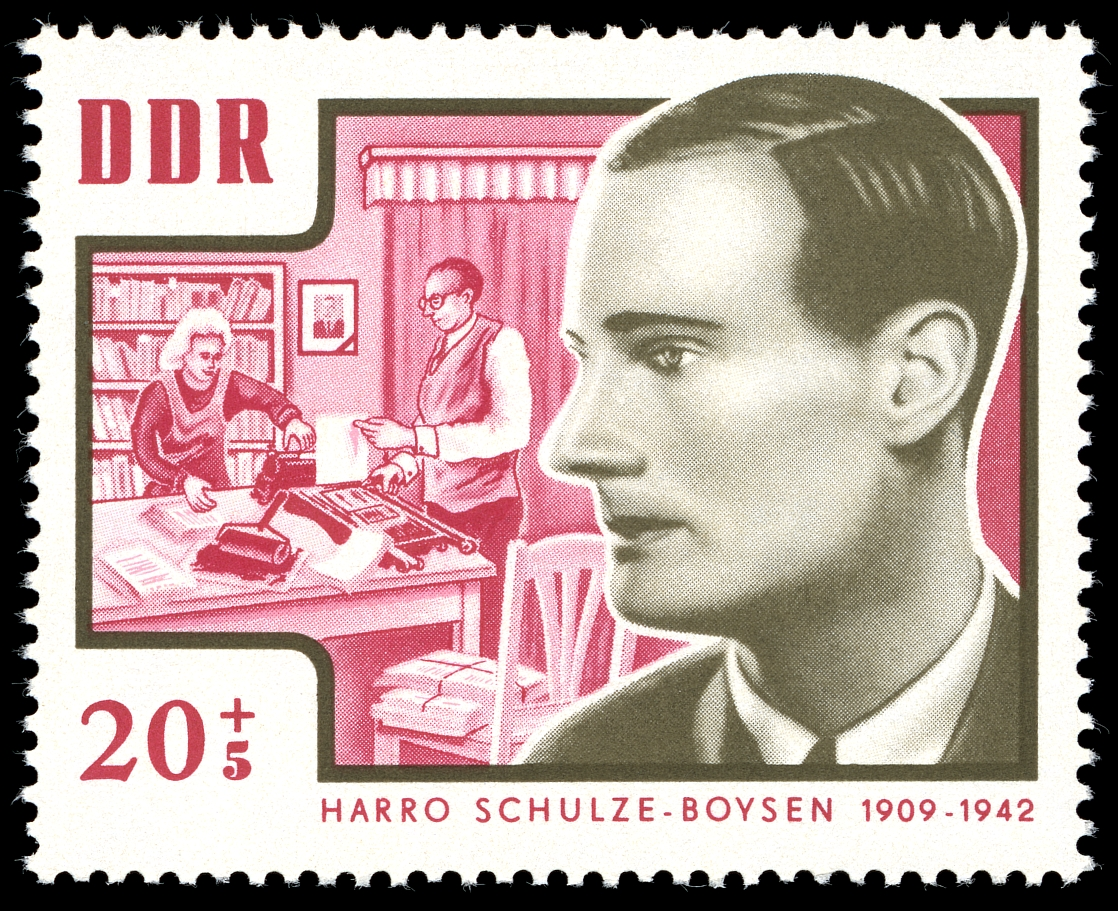
Harro Schulze Boysen (1909-1942)

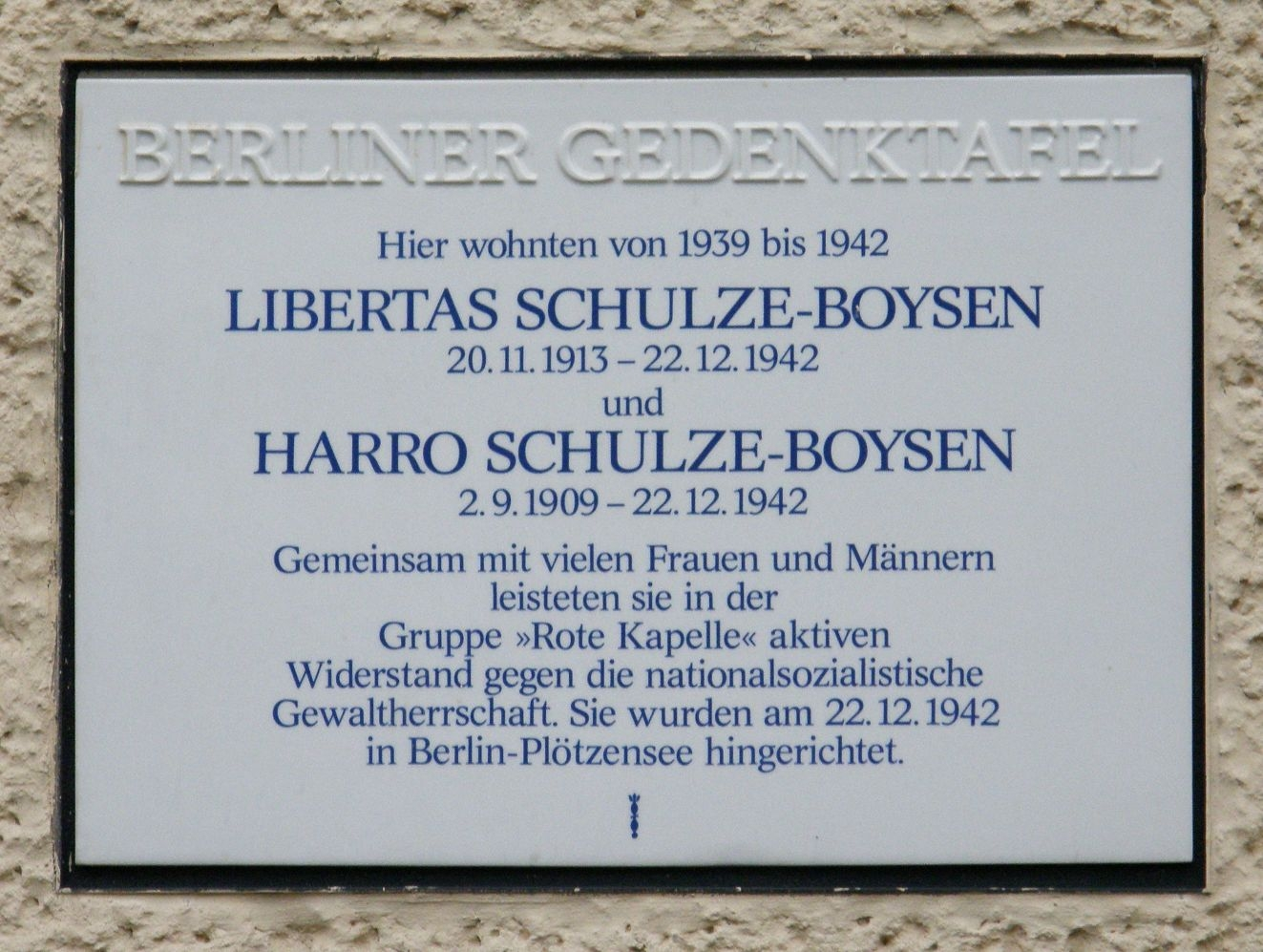
Memorial Harro y Libertas Schulze-Boysen

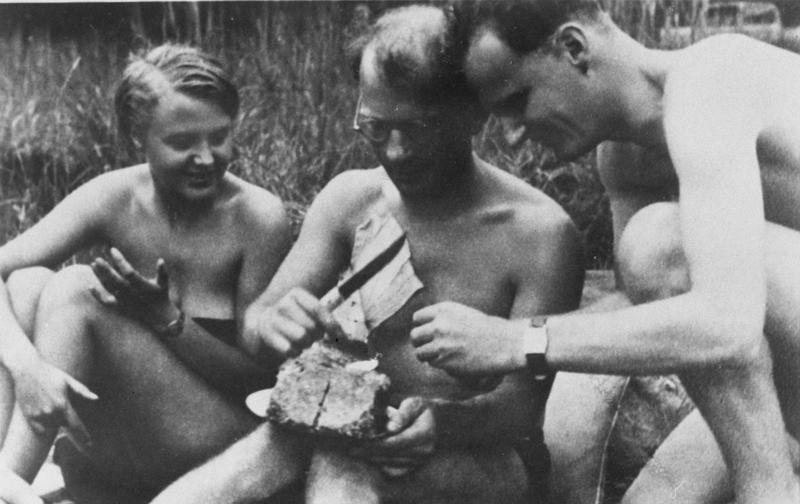
Harro y Harnack

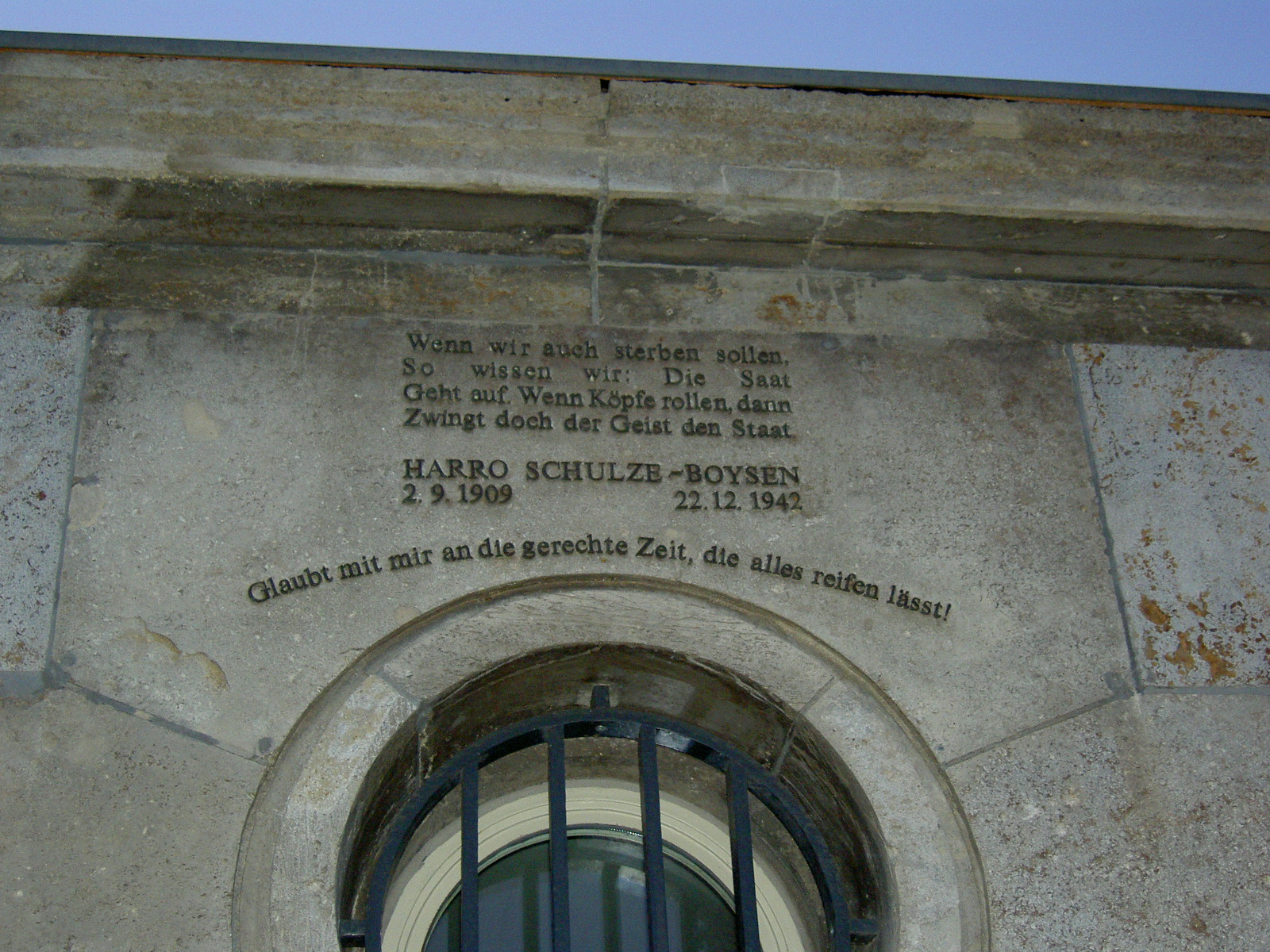
Inscripción en el Ministerio Alemán de Finanzas: "Aunque debamos morir sepamos que la semilla fructificará. Crean conmigo en el día de recolección"

Heinz Harro Max Wilhelm Georg Schulze-Boysen (* 2 de septiembre de 1909, Kiel, Alemania -  22 de diciembre de 1942, Berlin-Plötzensee) fue un oficial teniente, comentador y miembro de la resistencia contra Adolf Hitler. Integró la red Orquesta Roja.

## Biografía
Schulze-Boysen era el hijo del oficial de la marina Erich Edgar Schulze y Marie Luise (de soltera: Boysen), descendiente por la rama paterna del Almirante Alfred von Tirpitz y por vía materna de Ferdinand Tönnies. Tuvo una hermana (Helga, nacida en 1910) y un hermano (Hartmut, 1922).
Su juventud transcurrió en Duisburg, en 1923 participó en la revuelta contra la ocupación franco-belga en 1923 de la cuenca del Ruhr. En 1928, se unió a una organización juvenil a favor de la República de Weimar, estudió leyes en Friburgo (Baden-Württemberg), y Berlín, sin llegar a graduarse. En 1930 publicó en Der Gegner fundado por Franz Jung. Ideológicamente hacia la izquierda, se mantuvo nacionalista. En 1932 organizó Treffen der revolutionären Jugend Europas proponiendo la abolición del capitalismo y el Tratado de Versailles.
En 1933 las oficinas de Der Gegner fueron destruidas por los Sturmabteilung y Schulze-Boysen fue encarcelado, sus padres debieron excarcelarlo. Siguió un curso de piloto en Warnemünde trabajando como tal en el Reichsluftfahrtministerium de Berlín.
En Berlín se unió a un grupo de artistas, pacifistas, comunistas y antifascistas, casándose con Libertas Haas-Heye, de la oficina de prensa de la Metro-Goldwyn-Mayer, integrante del mismo grupo.
En 1936, Schulze-Boysen contactó a Arvid Harnack y el matrimonio comunista Hilde Rake y Hans Coppi. De estas reuniones nació lo que la Gestapo llamó el grupo de la Orquesta Roja (Rote Kapelle). Estaba en contacto con agentes soviéticos entre 1940-1941 y fue quien anticipó los ataques alemanes a los soviéticos, incluso la invasión.
En julio de 1942, el Oberkommando des Heeres descifró algunos mensajes y la Gestapo arrestó a Harro y Libertas Schulze-Boysen, los sentenció a muerte y los ejecutó tres días después en la prisión de Plötzensee.

## Premios y reconocimientos
En 1964, la RDA emitió una serie de sellos especiales sobre la resistencia comunista, el sello de 20+5 Pfennig estaba dedicado a Harro Schulze-Boysen.